# Хендерсон, Пол
Пол Га́рнет Хе́ндерсон (англ. Paul Garnet Henderson; род. 28 января 1943, Кинкардин, Онтарио, Канада) — канадский хоккеист, нападающий. За свою продолжительную игровую карьеру поиграл во многих командах из разных лиг Северной Америки, в том числе провел 13 сезонов в Национальной хоккейной лиге за клубы «Детройт Ред Уингз», «Торонто Мейпл Лифс» и «Атланта Флеймз». Хендерсон наиболее известен своими победными голами в трех последних матчах Суперсерии СССР — Канада 1972 года, которые обеспечили сборной Канады победу в серии.

## Биография

### Игровая карьера
Хендерсон начинал свою профессиональную карьеру в клубе OHA «Гамильтон Ред Уингз», за который выступал с 1960 по 1963 годы и помог команде выиграть Мемориальный кубок в 1962 году.
В НХЛ Хендерсон провел 13 сезонов. В 1962 году он попал в клуб «Детройт Ред Уингз», за который играл до 1968 года (с небольшим перерывом в 1963 году, когда он был отправлен в клуб АХЛ «Питтсбург Хорнетс»). В течение сезона 1966-67 Хендерсон страдал трахеитом. Чтобы уберечь легкие от холодного воздуха, во время матчей Хендерсон играл в хирургической маске. 3 марта 1968 года Хендерсон вместе с Нормом Улльманом и Флойдом Смитом были обменяны из «Детройта» в «Торонто Мейпл Лифс» на Фрэнка Маховлича, Гэрри Ангера, Пита Стемковски и права на Карла Брюэра.
29-летний Хендерсон был включён в состав сборной Канады для участия в Суперсерии СССР — Канада 1972 года. Он прославился тем, что смог забить в Москве победные шайбы в трёх последних матчах восьмиматчевой серии, обеспечив Канаде победу в серии. Он также принимал участие в Суперсерии СССР — Канада 1974 года, в которой сборную Канады представляли игроки WHA.
В 1974 году Хендерсон покинул «Торонто» и НХЛ, перейдя в конкурирующую лигу (WHA), в которой играл за клуб «Торонто Тороз». Руководство «Тороз» предложило Хендерсону 5-летний контракт ещё за год до окончания его контракта с «Мейпл Лифс». Предложение включало в себя, помимо прочего, подъемный бонус, зависевший от выступления Хендерсона в последний год его контракта с «Лифс». Позднее Хендерсон получил такое же предложение и от «Кленовых листьев», но оно не включало подъемных и было отвергнуто Хендерсоном. Позже он выразил сожаление, что подписал контракт с «Тороз» до завершения действующего с «Лифс» контракта. Он продолжал оставаться в команде и после её переезда и смены названия на «Бирмингем Буллз», и после того, как команда была переведена в Центральную хоккейную лигу.
Хендерсон вернулся в 1980 году в НХЛ на один сезон, который он провел в клубе «Атланта Флеймз». Следующий сезон он снова провел в «Бирмингеме» и в 1981 году завершил карьеру.

### Удар клюшкой Валерия Харламова со стороны Бобби Кларка
В 2002 году во время пресс-конференции, посвященной 30-летию Суперсерии 1972 года, Хендерсон раскритиковал бывшего в той серии его партнером по звену Бобби Кларка за его удар клюшкой по ноге Валерия Харламова, который вывел Харламова из строя до конца серии, назвав этот эпизод «разочарованием серии». Кларк ответил:

Я считаю неуместным критиковать партнера по команде через 30 лет. Если тот эпизод его так оскорбил, почему бы не сказать об этом после игры? […] Я не понимаю, зачем было поднимать эту тему сейчас.
Оригинальный текст (англ.) "I think it's improper to criticize a teammate 30 years later. If it was so offensive, why didn't he bother to say something after the game? [...] I don't understand why he would bring it up now."

Вскоре после этого Хендерсон объяснил, что не хотел создавать никому проблем, и извинился за возникшие неудобства. Он также добавил, что в пылу борьбы не стал осуждать тот эпизод, но, оглядываясь назад, полагает, что это было неспортивно.

### Личная жизнь
После выступления на Суперсерии 1972 года Хендерсон чувствовал огромное психологическое давление, пытаясь соответствовать высоким ожиданиям. Это тяжелое бремя привело к тому, что в течение нескольких следующих лет Хендерсон страдал депрессией. В 1975 году Пол пришёл к церкви и нашёл прибежище в стороне от хоккейных страстей. В 2010 году Хендерсону был поставлен диагноз лейкемия, с которой он продолжает бороться.

### Достижения и награды
- Обладатель Уильям Хэнли Трофи: 1963
- Участник Матча всех звезд НХЛ 1972 и 1973 г.г.
- Член Зала спортивной славы Канады с 1995 года.
- Доктор Богословия с 2007 года[3].
- Наибольшее число победных голов в Суперсерии СССР — Канада 1972 года — 3.
- Наибольшее число победных голов подряд в Суперсерии СССР — Канада 1972 года — 3.
- Наибольшее число голов в Суперсерии СССР — Канада 1972 года — 7 (наряду с Филом Эспозито и Александром Якушевым).
- Один из трех игроков сборной Канады (наряду с Фрэнком Маховличем и Пэтом Стэплтоном), принимавших участие в Суперсерии СССР — Канада 1972 года и Суперсерии СССР — Канада 1974 года.

### Статистика
| 1960-61     | Гамильтон Ред Уингз | OHA         | 30  | 1   | 3   | 4   | 9   | 12 | 1  | 1  | 2  | 4  |
| 1961-62     | Гамильтон Ред Уингз | OHA         | 50  | 24  | 19  | 43  | 68  | 10 | 4  | 6  | 10 | 13 |
| 1962-63     | Гамильтон Ред Уингз | OHA         | 48  | 49  | 27  | 76  | 53  | 3  | 2  | 0  | 2  | 0  |
| 1962-63     | Детройт Ред Уингз   | НХЛ         | 2   | 0   | 0   | 0   | 9   | —  | —  | —  | —  | —  |
| 1963-64     | Питтсбург Хорнетс   | АХЛ         | 38  | 10  | 14  | 24  | 18  | —  | —  | —  | —  | —  |
| 1963-64     | Детройт Ред Уингз   | НХЛ         | 32  | 3   | 3   | 6   | 14  | 14 | 2  | 3  | 5  | 6  |
| 1964-65     | Детройт Ред Уингз   | НХЛ         | 70  | 8   | 13  | 21  | 30  | 7  | 0  | 2  | 2  | 0  |
| 1965-66     | Детройт Ред Уингз   | НХЛ         | 69  | 22  | 24  | 46  | 34  | 12 | 3  | 3  | 6  | 10 |
| 1966-67     | Детройт Ред Уингз   | НХЛ         | 46  | 21  | 19  | 40  | 10  | —  | —  | —  | —  | —  |
| 1967-68     | Детройт Ред Уингз   | НХЛ         | 50  | 13  | 20  | 33  | 35  | —  | —  | —  | —  | —  |
| 1967-68     | Торонто Мейпл Лифс  | НХЛ         | 13  | 5   | 6   | 11  | 8   | —  | —  | —  | —  | —  |
| 1968-69     | Торонто Мейпл Лифс  | НХЛ         | 74  | 27  | 32  | 59  | 16  | 4  | 0  | 1  | 1  | 0  |
| 1969-70     | Торонто Мейпл Лифс  | НХЛ         | 67  | 20  | 22  | 42  | 18  | —  | —  | —  | —  | —  |
| 1970-71     | Торонто Мейпл Лифс  | НХЛ         | 72  | 30  | 30  | 60  | 34  | 6  | 5  | 1  | 6  | 4  |
| 1971-72     | Торонто Мейпл Лифс  | НХЛ         | 73  | 38  | 19  | 57  | 32  | 5  | 1  | 2  | 3  | 6  |
| 1972-73     | Торонто Мейпл Лифс  | НХЛ         | 40  | 18  | 16  | 34  | 18  | —  | —  | —  | —  | —  |
| 1973-74     | Торонто Мейпл Лифс  | НХЛ         | 69  | 24  | 31  | 55  | 40  | 4  | 0  | 2  | 2  | 2  |
| 1974-75     | Торонто Тороз       | WHA         | 58  | 30  | 33  | 63  | 18  | —  | —  | —  | —  | —  |
| 1975-76     | Торонто Тороз       | WHA         | 65  | 26  | 29  | 55  | 22  | —  | —  | —  | —  | —  |
| 1976-77     | Бирмингем Буллз     | WHA         | 81  | 23  | 25  | 48  | 30  | —  | —  | —  | —  | —  |
| 1977-78     | Бирмингем Буллз     | WHA         | 80  | 37  | 29  | 66  | 22  | 5  | 1  | 1  | 2  | 0  |
| 1978-79     | Бирмингем Буллз     | WHA         | 76  | 24  | 27  | 51  | 20  | —  | —  | —  | —  | —  |
| 1979-80     | Бирмингем Буллз     | CHL         | 47  | 17  | 18  | 35  | 10  | —  | —  | —  | —  | —  |
| 1979-80     | Атланта Флеймз      | НХЛ         | 30  | 7   | 6   | 13  | 6   | 4  | 0  | 0  | 0  | 0  |
| 1980-81     | Бирмингем Буллз     | CHL         | 35  | 6   | 11  | 17  | 38  | —  | —  | —  | —  | —  |
| Всего в НХЛ | Всего в НХЛ         | Всего в НХЛ | 707 | 236 | 241 | 477 | 304 | 56 | 11 | 14 | 25 | 28 |
| Всего в WHA | Всего в WHA         | Всего в WHA | 360 | 140 | 143 | 283 | 112 | 5  | 1  | 1  | 2  | 0  |

| Год   | Команда | Турнир     | Игры | Г | П | Очки | Штраф |
| ----- | ------- | ---------- | ---- | - | - | ---- | ----- |
| 1972  | Канада  | Суперсерия | 8    | 7 | 3 | 10   | 4     |
| 1974  | Канада  | Суперсерия | 7    | 2 | 1 | 3    | 0     |
| Всего | Всего   | Всего      | 15   | 9 | 4 | 13   | 4     |